# 児童精神医学
児童精神医学（じどうせいしんいがく）または児童青年精神医学（じどうせいねんせいしんいがく、英語: child and adolescent psychiatry、CAP）、児童思春期精神医学（じどうししゅんきせいしんいがく）とは、小児・児童期に起こる種々の精神的問題や精神障害、行動障害を研究対象とする精神医学の一分野である。世界保健機関 (WHO) は、全世界の児童・青年のうち約20%は精神疾患・問題を抱えているとしている。
精神疾患の多くは児童青年期に発症するとされ、全患者の半数は14歳までに発症しており、20歳中盤までに4分の3が発症している。精神不調が未治療のままでは、子どもの発達、教育への適応、社会的生活において支障をきたす。精神不調問題が子どもにとってスティグマにならないよう、すみやかに生徒や教師らに対してメンタルヘルス教育を施すよう勧告されている。

## 定義と対象
日本児童青年精神医学会は、「子どもが示す多彩な問題行動や精神身体症状を検討し、発達レベル、気質および生物学的背景、家族力動、友人関係、保育所・幼稚園・学校における行動などを総合的に評価し、発達的視点を重視した診断・治療・予防を行いながら、子どもの精神的健康の達成を企図するもの」と定義している。
日本児童青年精神医学会によると、対象とする疾患群は、
A 発達障害（精神遅滞、自閉症、特異的発達障害など）
B 神経症性障害（拒食・過食などを含む心身症的障害・いじめ・暴力・学級崩壊・自殺・薬物乱用を含む情緒・行動障害など）
C 器質性障害（器質性行動障害、注意欠如・多動性障害 (ADHD) など）
D 精神病性障害（感情障害、統合失調症など）
E パーソナリティ障害（性格傾向の偏り、ボーダーライン・チャイルドなど）
F 家庭生活における諸問題（乳幼児の虐待、養育拒否、崩壊家庭など）
である。

## 臨床
児童精神医学を実践している診療科が児童精神科である。従来の精神科と区別して診療科を児童精神科、その専門医を児童精神科医と呼ぶ。2008年2月27日に厚生労働省は政令、省令の改正によって児童精神科を公式な標榜科として認めた。

### 治療
治療は一般的に、行動療法、認知行動療法、問題解決セラピー、力動的精神療法、親トレーニングプログラム、家族療法、薬物療法などを、単体もしくは組み合わせて行われる。
介入は、小児科医からの紹介 プライマリケア医や、また学校スタッフ、未成年裁判所、社会的機関などによることもある。

## 疫学
精神疾患発症の中央値はOECD諸国では14歳前後である。しかし治療受給は発症後から平均で12年後とDUPの長さが指摘されており、成人患者の過半数以上らは児童青年期の発症がそのまま継続したものであった。
|        | オーストリー | スイス | 英国 | オランダ | ベルギー | スウェーデン | 豪州 | デンマーク | 米国 | ノルウェー |
| ------ | ------------ | ------ | ---- | -------- | -------- | ------------ | ---- | ---------- | ---- | ---------- |
| 中程度 | 13%          | 12%    | 14%  | 15%      | 17%      | 17.2%        | 19%  | 18%        | 22%  | 20%        |
| 深刻   | 2%           | 5%     | 3%   | 5%       | 5%       | 5%           | 4%   | 7%         | 6%   | 8%         |
| 計     | 15%          | 17%    | 18%  | 20%      | 21%      | 22%          | 22%  | 25%        | 28%  | 29%        |

薬物・アルコール初回使用の多くは青年期であり、青年期後期における物質使用経験は一般的である。英国においては、16-24歳の青年において最も罹患率が高い疾患は薬物乱用であり、これは環境的、家庭、経験、精神保健、教育などの面でディスアドバンテージを抱える青年層においては有病率は24%に跳ね上がる。

## 教育
米国において児童精神科専門医になるためには、CAPレジデンシー修了後、米国精神・神経科医委員会 (ABPN) もしくは、米国神経・精神オステパシー委員会 (AOBNP) の試験認証を得なければならない。教育要綱は米国児童青年精神科学会 (American Academy of Child & Adolescent Psychiatry, AACAP) のサイトに掲載されている。
英国において児童精神科専門医になるためには、医師免許取得後（5年）、基礎科目（2年）、専門分野（6年）の教育を経なければならない。

### スタッフ不足
児童青年精神科医の人材は世界的に不足しており、とりわけ地方の貧困地域や、アクセスの悪い都市部では顕著である。児童青年精神科・専門家国際協会 (IACAPAP) は、世界の80%以上の児童青年は、正式な児童青年精神医学のトレーニングを受けた医療者がいない地域に住んでいるとしている。
米国における児童青年精神科医数は約6,500人に過ぎず、米国保健省の2000年のレポートでは、2020年までに12,624人の児童青年精神科医が必要となるが8,312人しか供給できていないと示された。日本でも専門医不足が指摘され、毎日新聞の連載によれば、児童精神医学の精神科医専門医は約200人しかいないとしている。

## 批判

### 医薬品の過剰使用
発育期における感情と行動の問題に対し薬物療法を行うことには、議論と論争がある。
IACAPAPのガイドラインでは、精神病や躁病などの薬物療法が必要な状況では投薬を行う、一方で、何らかの心理社会的介入が効果を示しそうな状態であり、それが効果を示した場合は薬物療法は行わないとしている。医薬品の長期使用については特に不適切であるとしている。